# Košolná
Košolná es un municipio del distrito de Trnava, en la región de Trnava, Eslovaquia. Tiene una población estimada, a fines de 2024, de 854 habitantes. 
Está ubicado en el centro de la región, cerca del río Váh (cuenca hidrográfica del Danubio) y de la frontera con la región de Bratislava.

## Demografía
| Año        | 1994 | 2004    | 2014     | 2024    |
| ---------- | ---- | ------- | -------- | ------- |
| Población  | 633  | 680     | 781      | 854     |
| Diferencia |      | +7,42 % | +14,85 % | +9,34 % |

| Año        | 2023 | 2024    |
| ---------- | ---- | ------- |
| Población  | 857  | 854     |
| Diferencia |      | −0,35 % |